# Аксай (Татарстан)
Акса́й — посёлок в Бугульминском районе Республики Татарстан Российской Федерации. Входит в состав Подгорненского сельского поселения.

## География
Посёлок находится на реке Зай, в 12 километрах к северу от города Бугульма.

## История
Посёлок основан в начале 1920-х годов. Входил в состав Бугульминского кантона ТАССР. С 10 августа 1930 года в Бугульминском районе.

## Население
| 1926 | 1938 | 1958 | 1970 | 1979 | 1989 | 2000     |
| ---- | ---- | ---- | ---- | ---- | ---- | -------- |
| 85   | 72   | 21   | 25   | 16   | 9    | менее 10 |